# Divisões federais da Rússia
As divisões federais da Rússia, também referidas como súditos ou sujeitos da Federação Russa (em russo, субъекты Российской Федерации, transl. subyekty Rossiyskoy Federatsi) são as entidades constituintes da Federação da Rússia, sendo suas divisões políticas de maior nível, segundo a Constituição da Rússia.
Desde 30 de setembro de 2022, a Federação da Rússia tem, constitucionalmente, 89 subdivisões federais, ainda que as seis subdivisões mais recentemente adicionadas sejam parcialmente reconhecidas pela comunidade internacional como parte da Ucrânia.
De acordo com a Constituição Russa, a Federação da Rússia consiste em repúblicas, krais, oblasts, cidades de importância federal, um oblast autônomo e okrugs autônomos, os quais são todos sujeitos iguais da federação. Três cidades russas de importância federal (Moscovo, São Petersburgo e Sebastopol) têm estatuto de cidade e sujeito federal separado, que compreende outras cidades e vilas (Zelenograd, Troitsk, Kronstadt, Kolpino, etc.) dentro de cada cidade federal — mantendo-se mais antigas estruturas de endereços postais. Em 1993, a Federação da Rússia compreendia 89 sujeitos federais. Em 2008, o número de sujeitos federais diminuiu para 83 devido a várias fusões. Em 2014, Sebastopol e a República da Crimeia tornaram-se o 84.º e 85.º sujeitos federais da Rússia. Em 2022, a República Popular de Lugansk, a República Popular de Donetsk, o Oblast de Zaporíjia e o Oblast de Kherson tornaram-se o 86.º, 87.º, 88.º e 89.º sujeitos federais da Rússia.
Toda divisão federal tem seu próprio chefe, um parlamento e um tribunal constitucional, além de sua própria constituição e legislação. As divisões federais têm direitos idênticos nas relações com os órgãos do governo federal. Os sujeitos federais têm igual representação — dois delegados cada — no Conselho da Federação, a câmara alta da Assembleia Federal. Diferem, no entanto, no grau de autonomia de que desfrutam (federalismo assimétrico).

## História
A Rússia pós-soviética se formou durante a história da República Socialista Federativa Soviética Russa dentro da URSS e não mudou na época da dissolução da União Soviética em 1991. Em 1992, durante o chamado "desfile de soberanias", sentimentos separatistas e a Guerra das Leis na Rússia, as regiões russas assinaram o Tratado da Federação (Federедеративный договор Federativny Dogovor (em russo)), estabelecendo e regulando a atual composição interna da Rússia, baseada na divisão de autoridades e poderes entre órgãos governamentais russos e órgãos governamentais de entidades constituintes. O Tratado da Federação foi incluído no texto da Constituição de 1978 da República Socialista Federativa Soviética da Rússia. A atual Constituição da Rússia, adotada por referendo nacional em 12 de dezembro de 1993, entrou em vigor em 25 de dezembro do mesmo ano e aboliu o modelo do sistema de governo soviético introduzido em 1918 por Vladimir Lenin e baseado no direito de se separar do país e em soberania ilimitada de sujeitos federais (na prática, a secessão nunca foi permitida). A nova constituição eliminou uma série de conflitos legais, reservou os direitos das regiões, introduziu o autogoverno local e não garantiu o direito da era soviética de se separar do país. No final da década de 1990 e início dos anos 2000, o sistema político tornou-se de jure mais próximo de outros estados federais modernos com uma forma republicana de governo no mundo. Nos anos 2000, seguindo a política de Vladimir Putin e do partido Rússia Unida (partido dominante em todos os sujeitos federais), o parlamento russo mudou a distribuição das receitas fiscais, reduziu o número de eleições nas regiões e deu mais poder ao governo federal.
Existem vários tipos de agrupamentos de regiões russas:
- Divisões federais não devem ser confundidos com os oito distritos federais que não são subdivisões da Rússia — os distritos federais são muito maiores e cada um abrange muitos assuntos federais. Distritos federais foram criados pela Ordem Executiva do Presidente da Rússia, especialmente para os assuntos presidenciais;
- Fusos horários são definidos pela Ordem do governo federal;
- A composição dos distritos judiciais é definida pela lei federal "em tribunais de arbitragem";
- As regiões econômicas são administradas pelo Ministério do Desenvolvimento Econômico;
- O Ministério da Defesa usa a terminologia dos distritos militares.

## Tipos
Cada divisão federal pertence a um dos seguintes tipos:
| Legenda            | Descrição |
| ------------------ | --- |
| 48 oblasts         | O tipo mais comum de divisão federal com um governador e uma legislatura localmente eleita. Comumente nomeado após seus centros administrativos.                                                                                             |
| 24 repúblicas      | Nominalmente autônomas, cada uma tem sua própria constituição e legislatura; são representadas pelo governo federal em assuntos internacionais; pretendem ser o lar de uma minoria étnica específica.                                        |
| 9 krais            | Essencialmente o mesmo que oblasts. O termo "krai" ("fronteira" ou "território") é histórico, relacionado com a posição geográfica (fronteira) em um determinado período da história. Os krais atuais não estão relacionados com fronteiras. |
| 4 okrugs autônomos | Com uma minoria étnica substancial ou predominante. |
| 3 cidades federais | Cidades maiores que funcionam como regiões separadas. |
| 1 oblast autónomo  | O único oblast autônomo é o Oblast Autônomo Judaico. |

## Lista
| 01 | Adigueia, República da                    | Maikop                                                               |  |  | Sul           | Norte do Cáucaso       | 7 600     | 447 109    | 1922 |
| 02 | Bascortostão, República do                | Ufa                                                                  |  |  | Privoljski    | Urais                  | 143 600   | 4 104 336  | 1919 |
| 03 | Buriácia, República da                    | Ulan-Ude                                                             |  |  | Oriental      | Leste Siberiano        | 351 300   | 981 238    | 1923 |
| 04 | Altai, República de                       | Gorno-Altaisk                                                        |  |  | Siberiano     | Oeste Siberiano        | 92 600    | 202 947    | 1922 |
| 05 | Daguestão, República do                   | Makhatchkala                                                         |  |  | Cáucaso Norte | Norte do Cáucaso       | 50 300    | 2 576 531  | 1921 |
| 06 | Inguchétia, República da                  | Magas (Maior cidade: Nazran)                                         |  |  | Cáucaso Norte | Norte do Cáucaso       | 4 000     | 467 294    | 1992 |
| 07 | Cabárdia-Balcária, República da           | Nalchik                                                              |  |  | Cáucaso Norte | Norte do Cáucaso       | 12 500    | 901 494    | 1936 |
| 08 | Calmúquia, República da                   | Elista                                                               |  |  | Sul           | Volga                  | 76 100    | 292 410    | 1957 |
| 09 | Carachai-Circássia, República de          | Tcherkessk                                                           |  |  | Cáucaso Norte | Norte do Cáucaso       | 14 100    | 439 470    | 1957 |
| 10 | Carélia, República da                     | Petrozavodsk                                                         |  |  | Noroeste      | Norte                  | 172 400   | 716 281    | 1956 |
| 11 | Komi, República                           | Syktyvkar                                                            |  |  | Noroeste      | Norte                  | 415 900   | 1 018 674  | 1921 |
| 12 | Mari El, República de                     | Ioshkar-Ola                                                          |  |  | Privoljski    | Volgo-Viatski          | 23 200    | 727 979    | 1920 |
| 13 | Mordóvia, República da                    | Saransk                                                              |  |  | Privoljski    | Volgo-Viatski          | 26 200    | 888 766    | 1930 |
| 14 | Sakha (Iacútia), República de             | Iakutsk                                                              |  |  | Oriental      | Extremo Oriente        | 3 103 200 | 949 280    | 1922 |
| 15 | Ossétia do Norte-Alânia, República da     | Vladikavkaz                                                          |  |  | Cáucaso Norte | Norte do Cáucaso       | 8 000     | 710 275    | 1924 |
| 16 | Tartaristão, República do                 | Cazã                                                                 |  |  | Privoljski    | Volga                  | 68 000    | 3 779 265  | 1920 |
| 17 | Tuva, República de                        | Quizil                                                               |  |  | Siberiano     | Leste Siberiano        | 170 500   | 305 510    | 1944 |
| 18 | Udmúrtia, República da                    | Ijevsk                                                               |  |  | Privoljski    | Urais                  | 42 100    | 1 570 316  | 1920 |
| 19 | Cacássia, República da                    | Abacã                                                                |  |  | Siberiano     | Leste Siberiano        | 61 900    | 546 072    | 1930 |
| 20 | Chechênia, República da                   | Grózni                                                               |  |  | Cáucaso Norte | Norte do Cáucaso       | 15 300    | 1 103 686  | 1991 |
| 21 | Chuváchia, República                      | Tcheboksary                                                          |  |  | Privoljski    | Volgo-Viatski          | 18 300    | 1 313 754  | 1920 |
| 22 | Altai, Krai de                            | Barnaul                                                              |  |  | Siberiano     | Oeste Siberiano        | 169 100   | 2 607 426  | 1937 |
| 75 | Transbaicália, Krai da                    | Tchita                                                               |  |  | Oriental      | Leste Siberiano        | 431 500   | 1 155 346  | 2008 |
| 41 | Kamtchatka, Krai de                       | Petropavlovsk-Kamtchatski                                            |  |  | Oriental      | Extremo Oriente        | 472 300   | 358 801    | 2007 |
| 23 | Krasnodar, Krai de                        | Crasnodar                                                            |  |  | Sul           | Norte do Cáucaso       | 76 000    | 5 125 221  | 1937 |
| 24 | Krasnoiarsk, Krai de                      | Krasnoiarsk                                                          |  |  | Siberiano     | Leste Siberiano        | 2 339 700 | 2 966 042  | 1934 |
| 59 | Perm, Krai de                             | Perm                                                                 |  |  | Privoljski    | Urais                  | 160 600   | 2 819 421  | 2005 |
| 25 | Litoral, Krai do                          | Vladivostok                                                          |  |  | Oriental      | Extremo Oriente        | 165 900   | 2 071 210  | 1938 |
| 26 | Stavropol, Krai de                        | Stavropol                                                            |  |  | Cáucaso Norte | Norte do Cáucaso       | 66 500    | 2 735 139  | 1934 |
| 27 | Khabarovsk, Krai de                       | Khabarovsk                                                           |  |  | Oriental      | Extremo Oriente        | 788 600   | 1 436 570  | 1938 |
| 28 | Amur, Oblast de                           | Blagoveshchensk                                                      |  |  | Oriental      | Extremo Oriente        | 363 700   | 902 844    | 1932 |
| 29 | Arcangel, Oblast de                       | Arcangel                                                             |  |  | Noroeste      | Norte                  | 587 400   | 1 336 539  | 1937 |
| 30 | Astracã, Oblast de                        | Astracã                                                              |  |  | Sul           | Volga                  | 44 100    | 1 005 276  | 1943 |
| 31 | Belgorod, Oblast de                       | Belgorod                                                             |  |  | Central       | Central de Terra Negra | 27 100    | 1 511 620  | 1954 |
| 32 | Briansk, Oblast de                        | Briansk                                                              |  |  | Central       | Centro                 | 34 900    | 1 378 941  | 1944 |
| 33 | Vladimir, Oblast de                       | Vladimir                                                             |  |  | Central       | Centro                 | 29 000    | 1 523 990  | 1944 |
| 34 | Volgogrado, Oblast de                     | Volgogrado                                                           |  |  | Sul           | Volga                  | 113 900   | 2 699 223  | 1937 |
| 35 | Vologda, Oblast de                        | Vologda (Maior cidade: Tcherepovets)                                 |  |  | Noroeste      | Norte                  | 145 700   | 1 269 568  | 1937 |
| 36 | Voronej, Oblast de                        | Voronej                                                              |  |  | Central       | Central de Terra Negra | 52 400    | 2 378 803  | 1934 |
| 37 | Ivanovo, Oblast de                        | Ivanovo                                                              |  |  | Central       | Centro                 | 21 800    | 1 148 329  | 1936 |
| 38 | Irkutsk, Oblast de                        | Irkutsk                                                              |  |  | Siberiano     | Leste Siberiano        | 767 900   | 2 581 705  | 1937 |
| 39 | Kaliningrado, Oblast de                   | Kaliningrado                                                         |  |  | Noroeste      | Kaliningrado           | 15 100    | 955 281    | 1946 |
| 40 | Kaluga, Oblast de                         | Kaluga                                                               |  |  | Central       | Centro                 | 29 900    | 1 041 641  | 1944 |
| 42 | Kemerovo, Oblast de                       | Kemerovo (Maior cidade: Novokuznetsk)                                |  |  | Siberiano     | Oeste Siberiano        | 95 500    | 2 899 142  | 1943 |
| 43 | Kirov, Oblast de                          | Kirov                                                                |  |  | Privoljski    | Volgo-Viatski          | 120 800   | 1 503 529  | 1934 |
| 44 | Kostroma, Oblast de                       | Kostroma                                                             |  |  | Central       | Centro                 | 60 100    | 736 641    | 1944 |
| 45 | Kurgan, Oblast de                         | Kurgan                                                               |  |  | Urais         | Urais                  | 71 000    | 1 019 532  | 1943 |
| 46 | Kursk, Oblast de                          | Kursk                                                                |  |  | Central       | Central de Terra Negra | 29 800    | 1 235 091  | 1934 |
| 47 | Leningrado, Oblast de                     | Maior cidade: Gatchina[b]                                            |  |  | Noroeste      | Noroeste               | 84 500    | 1 669 205  | 1927 |
| 48 | Lipetsk, Oblast de                        | Lipetsk                                                              |  |  | Central       | Central de Terra Negra | 24 100    | 1 213 499  | 1954 |
| 49 | Magadan, Oblast de                        | Magadan                                                              |  |  | Oriental      | Extremo Oriente        | 461 400   | 182 726    | 1953 |
| 50 | Moscovo, Oblast de                        | Maior cidade: Balashikha[c]                                          |  |  | Central       | Centro                 | 44 300    | 6 618 538  | 1929 |
| 51 | Murmansk, Oblast de                       | Murmansk                                                             |  |  | Noroeste      | Norte                  | 144 900   | 892 534    | 1938 |
| 52 | Nijni Novgorod, Oblast de                 | Nijni Novgorod                                                       |  |  | Privoljski    | Volgo-Viatski          | 76 900    | 3 524 028  | 1936 |
| 53 | Novgorod, Oblast de                       | Veliki Novgorod                                                      |  |  | Noroeste      | Noroeste               | 55 300    | 694 355    | 1944 |
| 54 | Novosibirsk, Oblast de                    | Novosibirsk                                                          |  |  | Siberiano     | Oeste Siberiano        | 178 200   | 2 692 251  | 1937 |
| 55 | Omsk, Oblast de                           | Omsk                                                                 |  |  | Siberiano     | Oeste Siberiano        | 139 700   | 2 079 220  | 1934 |
| 56 | Oremburgo, Oblast de                      | Oremburgo                                                            |  |  | Privoljski    | Urais                  | 124 000   | 2 179 551  | 1934 |
| 57 | Oriol, Oblast de                          | Oriol                                                                |  |  | Central       | Centro                 | 24 700    | 860 262    | 1937 |
| 58 | Penza, Oblast de                          | Penza                                                                |  |  | Privoljski    | Volga                  | 43 200    | 1 452 941  | 1939 |
| 60 | Pskov, Oblast de                          | Pskov                                                                |  |  | Noroeste      | Noroeste               | 55 300    | 760 810    | 1944 |
| 61 | Rostov, Oblast de                         | Rostov do Don                                                        |  |  | Sul           | Norte do Cáucaso       | 100 800   | 4 404 013  | 1937 |
| 62 | Riazan, Oblast de                         | Riazan                                                               |  |  | Central       | Centro                 | 39 600    | 1 227 910  | 1937 |
| 63 | Samara, Oblast de                         | Samara                                                               |  |  | Privoljski    | Volga                  | 53 600    | 3 239 737  | 1928 |
| 64 | Saratov, Oblast de                        | Saratov                                                              |  |  | Privoljski    | Volga                  | 100 200   | 2 668 310  | 1936 |
| 65 | Sacalina, Oblast de                       | Iujno-Sakhalinsk                                                     |  |  | Oriental      | Extremo Oriente        | 87 100    | 546 695    | 1947 |
| 66 | Sverdlovsk, Oblast de                     | Ecaterimburgo                                                        |  |  | Urais         | Urais                  | 194 800   | 4 486 214  | 1935 |
| 67 | Smolensk, Oblast de                       | Smolensk                                                             |  |  | Central       | Centro                 | 49 800    | 1 049 574  | 1937 |
| 68 | Tambov, Oblast de                         | Tambov                                                               |  |  | Central       | Central de Terra Negra | 34 300    | 1 178 443  | 1937 |
| 69 | Tver, Oblast de                           | Tver                                                                 |  |  | Central       | Centro                 | 84 100    | 1 471 459  | 1935 |
| 70 | Tomsk, Oblast de                          | Tomsk                                                                |  |  | Siberiano     | Oeste Siberiano        | 316 900   | 1 046 039  | 1944 |
| 71 | Tula, Oblast de                           | Tula                                                                 |  |  | Central       | Centro                 | 25 700    | 1 675 758  | 1937 |
| 72 | Tiumen, Oblast de                         | Tiumen                                                               |  |  | Urais         | Oeste Siberiano        | 1 435 200 | 3 264 841  | 1944 |
| 73 | Ulianovsk, Oblast de                      | Ulianovsk                                                            |  |  | Privoljski    | Volga                  | 37 300    | 1 382 811  | 1943 |
| 74 | Tcheliabinsk, Oblast de                   | Tcheliabinsk                                                         |  |  | Urais         | Urais                  | 87 900    | 3 603 339  | 1934 |
| 76 | Iaroslavl, Oblast de                      | Iaroslavl                                                            |  |  | Central       | Centro                 | 36 400    | 1 367 398  | 1936 |
| 77 | Moscovo                                   | —                                                                    |  |  | Central       | Centro                 | 2 511     | 10 382 754 |      |
| 78 | São Petersburgo                           | —                                                                    |  |  | Noroeste      | Noroeste               | 1 439     | 4 662 547  |      |
| 79 | Judaico, Oblast Autônomo                  | Birobidjan                                                           |  |  | Oriental      | Extremo Oriente        | 36 000    | 190 915    | 1934 |
| 80 | Nenétsia, Okrug Autônomo da               | Narian-Mar                                                           |  |  | Noroeste      | Norte                  | 176 700   | 41 546     | 1929 |
| 81 | Khântia-Mânsia — Iugra, Okrug Autônomo da | Khântia-Mânsia (Maior cidade: Surgut)                                |  |  | Urais         | Oeste Siberiano        | 523 100   | 1 432 817  | 1930 |
| 82 | Tchukotka, Okrug Autônomo da              | Anadyr                                                               |  |  | Oriental      | Extremo Oriente        | 737 700   | 53 824     | 1930 |
| 83 | Iamália-Nenétsia, Okrug Autônomo da       | Salekhard (Maior cidade: Noyabrsk)                                   |  |  | Urais         | Oeste Siberiano        | 750 300   | 507 006    | 1930 |
| Territórios federais reivindicados cujos domínios são reconhecidos internacionalmente como parte da Ucrânia: |                                           |                                                                      |  |  |               |                        |           |            |      |
| 84 | Crimeia, República da[d]                  | Simferopol                                                           |  |  | Sul           | Norte do Cáucaso       | 26 964    | 1 966 801  | 2014 |
| 85 | Sebastopol[d]                             | —                                                                    |  |  | Sul           | Norte do Cáucaso       | 864       | 379 200    | 2014 |
| 86 | Donestk, República Popular de[d]          | Donetsk                                                              |  |  |               |                        | 26 517    |            | 2022 |
| 87 | Lugansk, República Popular de[d]          | Lugansk                                                              |  |  |               |                        | 26 684    |            | 2022 |
| 88 | Zaporíjia, Oblast de[d]                   | Melitopol (de facto) Zaporíjia (de jure)                             |  |  |               |                        | 27 183    | 962 957    | 2022 |
| 89 | Kherson, Oblast de[d]                     | Henichesk (de facto) Kherson (de jure) (Maior cidade: Nova Kakhovka) |  |  |               |                        | 28 461    | 1 636 322  | 2022 |

a. ^  A maior cidade também é listada quando ela difere da capital/centro administrativo.
b. ^  De acordo com o Artigo 13 da Constituição do oblast de Leningrado, o centro administrativo do oblast está localizado na cidade de São Petersburgo, contudo, São Petersburgo não está oficialmente nomeada capital do oblast.
c. ^  De acordo com o Artigo 24 da Constituição do oblast de Moscou, o centro administrativo do oblast está localizado na cidade de Moscou e pelo território do oblast de Moscou, contudo, Moscou não está oficialmente nomeada como sendo o centro administrativo do oblast.
d. ^  Não completamente reconhecida como parte da Rússia.
e. ^  Em fevereiro de 2000, o antigo código de 20 para a República Chechena foi cancelado e substituído pelo código 95. A produção de placas foi suspensa devido à Guerra da Chechênia, causando vários problemas, o que forçou a região a usar um novo código.